# Skilanglauf-Eastern-Europe-Cup 2018/19
Der Skilanglauf-Eastern-Europe-Cup 2018/19 war eine von der FIS organisierte Wettkampfserie, die zum Unterbau des Skilanglauf-Weltcups 2018/19 gehört. Sie begann am 22. November 2018 in Werschina Tjoi und endete am 27. Februar 2019 in Syktywkar. Die Gesamtwertung der Männer gewann Ilja Poroschkin; bei den Frauen war Olga Zarjowa erfolgreich.

## Männer

### Resultate
| 1. Eastern-Europe-Cup in Werschina Tjoi, 22. bis 26. November 2018 | 1. Eastern-Europe-Cup in Werschina Tjoi, 22. bis 26. November 2018 | 1. Eastern-Europe-Cup in Werschina Tjoi, 22. bis 26. November 2018 | 1. Eastern-Europe-Cup in Werschina Tjoi, 22. bis 26. November 2018 | 1. Eastern-Europe-Cup in Werschina Tjoi, 22. bis 26. November 2018 |
| ------------------------------------------------------------------ | ------------------------------------------------------------------ | ------------------------------------------------------------------ | ------------------------------------------------------------------ | ------------------------------------------------------------------ |
| Datum                                                              | Disziplin                                                          | Erster Platz                                                       | Zweiter Platz                                                      | Dritter Platz                                                      |
| 22. November 2018                                                  | Sprint klassisch                                                   | Ilja Poroschkin                                                    | Alexei Wizenko                                                     | Sergei Ardaschew                                                   |
| 23. November 2018                                                  | 10 km Freistil                                                     | Alexander Bessmertnych                                             | Roman Tarassow                                                     | Iwan Kirillow                                                      |
| 25. November 2018                                                  | Sprint Freistil                                                    | Alexander Terentjew                                                | Andrei Parfjonow                                                   | Denis Filimonow                                                    |
| 26. November 2018                                                  | 15 km klassisch                                                    | Sergei Ardaschew                                                   | Alexander Bessmertnych                                             | Ilja Poroschkin                                                    |

| 2. Eastern-Europe-Cup in Krasnogorsk, 22. bis 26. Dezember 2018 | 2. Eastern-Europe-Cup in Krasnogorsk, 22. bis 26. Dezember 2018 | 2. Eastern-Europe-Cup in Krasnogorsk, 22. bis 26. Dezember 2018 | 2. Eastern-Europe-Cup in Krasnogorsk, 22. bis 26. Dezember 2018 | 2. Eastern-Europe-Cup in Krasnogorsk, 22. bis 26. Dezember 2018 |
| --------------------------------------------------------------- | --------------------------------------------------------------- | --------------------------------------------------------------- | --------------------------------------------------------------- | --------------------------------------------------------------- |
| Datum                                                           | Disziplin                                                       | Erster Platz                                                    | Zweiter Platz                                                   | Dritter Platz                                                   |
| 22. Dezember 2018                                               | Sprint klassisch                                                | Jermil Wokujew                                                  | Sergei Ardaschew                                                | Ilja Semikow                                                    |
| 23. Dezember 2018                                               | 15 km Freistil                                                  | Iwan Jakimuschkin                                               | Artjom Malzew                                                   | Ilja Poroschkin                                                 |
| 25. Dezember 2018                                               | Sprint Freistil                                                 | Iwan Jakimuschkin                                               | Alexander Terentjew                                             | Jermil Wokujew                                                  |
| 26. Dezember 2018                                               | 30 km klassisch                                                 | Alexander Bessmertnych                                          | Ilja Semikow                                                    | Alexei Wizenko                                                  |

| 3. Eastern-Europe-Cup in Minsk-Raubitschy, 10. bis 13. Januar 2019 | 3. Eastern-Europe-Cup in Minsk-Raubitschy, 10. bis 13. Januar 2019 | 3. Eastern-Europe-Cup in Minsk-Raubitschy, 10. bis 13. Januar 2019 | 3. Eastern-Europe-Cup in Minsk-Raubitschy, 10. bis 13. Januar 2019 | 3. Eastern-Europe-Cup in Minsk-Raubitschy, 10. bis 13. Januar 2019 |
| ------------------------------------------------------------------ | ------------------------------------------------------------------ | ------------------------------------------------------------------ | ------------------------------------------------------------------ | ------------------------------------------------------------------ |
| Datum                                                              | Disziplin                                                          | Erster Platz                                                       | Zweiter Platz                                                      | Dritter Platz                                                      |
| 10. Januar 2019                                                    | Sprint klassisch                                                   | Ilja Semikow                                                       | Aljaksandr Woranau                                                 | Jermil Wokujew                                                     |
| 11. Januar 2019                                                    | 10 km klassisch                                                    | Jermil Wokujew                                                     | Artjom Nikolajew                                                   | Ilja Poroschkin                                                    |
| 13. Januar 2019                                                    | 15 km Freistil                                                     | Ilja Poroschkin                                                    | Artjom Nikolajew                                                   | Ilja Semikow                                                       |

| 4. Eastern-Europe-Cup in Krasnogorsk , 8. und 10. Februar 2019 | 4. Eastern-Europe-Cup in Krasnogorsk , 8. und 10. Februar 2019 | 4. Eastern-Europe-Cup in Krasnogorsk , 8. und 10. Februar 2019 | 4. Eastern-Europe-Cup in Krasnogorsk , 8. und 10. Februar 2019 | 4. Eastern-Europe-Cup in Krasnogorsk , 8. und 10. Februar 2019 |
| -------------------------------------------------------------- | -------------------------------------------------------------- | -------------------------------------------------------------- | -------------------------------------------------------------- | -------------------------------------------------------------- |
| Datum                                                          | Disziplin                                                      | Erster Platz                                                   | Zweiter Platz                                                  | Dritter Platz                                                  |
| 8. Februar 2019                                                | 15 km klassisch                                                | Andrei Parfjonow                                               | Artjom Nikolajew                                               | Ilja Poroschkin                                                |
| 10. Februar 2019                                               | Sprint Freistil                                                | Andrei Parfjonow                                               | Nikolai Morilow                                                | Pawel Sjulatow                                                 |

| 5. Eastern-Europe-Cup in Syktywkar, 23. bis 27. Februar 2019 | 5. Eastern-Europe-Cup in Syktywkar, 23. bis 27. Februar 2019 | 5. Eastern-Europe-Cup in Syktywkar, 23. bis 27. Februar 2019 | 5. Eastern-Europe-Cup in Syktywkar, 23. bis 27. Februar 2019 | 5. Eastern-Europe-Cup in Syktywkar, 23. bis 27. Februar 2019 |
| ------------------------------------------------------------ | ------------------------------------------------------------ | ------------------------------------------------------------ | ------------------------------------------------------------ | ------------------------------------------------------------ |
| Datum                                                        | Disziplin                                                    | Erster Platz                                                 | Zweiter Platz                                                | Dritter Platz                                                |
| 23. Februar 2019                                             | 15 km klassisch                                              | Ilja Semikow                                                 | Ilja Poroschkin                                              | Sergei Ardaschew                                             |
| 24. Februar 2019                                             | Sprint Freistil                                              | Andrei Parfjonow                                             | Kirill Vichuzhanin                                           | Andrei Krasnow                                               |
| 27. Februar 2019                                             | 30 km Skiathlon                                              | Alexei Wizenko                                               | Ilja Semikow                                                 | Jermil Wokujew                                               |

### Gesamtwertung Männer
| Rang | Name                   | Punkte |
| ---- | ---------------------- | ------ |
| 1.   | Ilja Poroschkin        | 744    |
| 2.   | Jermil Wokujew         | 702    |
| 3.   | Ilja Semikow           | 630    |
| 4.   | Artjom Nikolajew       | 498    |
| 5.   | Andrei Parfjonow       | 494    |
| 6.   | Alexei Wizenko         | 491    |
| 7.   | Andrey Feller          | 423    |
| 8.   | Sergei Ardaschew       | 386    |
| 9.   | Alexander Bessmertnych | 347    |
| 10.  | Alexander Terentjew    | 310    |

| Rang | Name                   | Punkte |
| ---- | ---------------------- | ------ |
| 11.  | Nikita Stupak          | 269    |
| 12.  | Artur Petrov           | 220    |
| 13.  | Nikolai Morilow        | 212    |
| 14.  | Aljaksandr Woranau     | 209    |
| 15.  | Iwan Jakimuschkin      | 205    |
| 16.  | Iwan Kirillow          | 180    |
| 17.  | Andrei Krasnow         | 167    |
| 18.  | Kirill Vichuzhanin     | 164    |
| 19.  | Jury Astapenka         | 162    |
| 20.  | Konstantin Glawatskich | 157    |

| Rang | Name                  | Punkte |
| ---- | --------------------- | ------ |
| 21.  | Michail Smirnow       | 154    |
| 22.  | Vladimir Karkin       | 153    |
| 23.  | Dmitriy Rostovtsev    | 145    |
| 24.  | Alexander Panschinski | 127    |
| 25.  | Artjom Malzew         | 126    |
| 26.  | Dmitri Japarow        | 116    |
| 27.  | Wladislaw Skobelew    | 113    |
| 28.  | Valeriy Ponomarev     | 105    |
| 29.  | Roman Tarasov         | 104    |
| 30.  | Michail Sosnin        | 103    |

## Frauen

### Resultate
| 1. Eastern-Europe-Cup in Werschina Tjoi, 22. bis 26. November 2018 | 1. Eastern-Europe-Cup in Werschina Tjoi, 22. bis 26. November 2018 | 1. Eastern-Europe-Cup in Werschina Tjoi, 22. bis 26. November 2018 | 1. Eastern-Europe-Cup in Werschina Tjoi, 22. bis 26. November 2018 | 1. Eastern-Europe-Cup in Werschina Tjoi, 22. bis 26. November 2018 |
| ------------------------------------------------------------------ | ------------------------------------------------------------------ | ------------------------------------------------------------------ | ------------------------------------------------------------------ | ------------------------------------------------------------------ |
| Datum                                                              | Disziplin                                                          | Erster Platz                                                       | Zweiter Platz                                                      | Dritter Platz                                                      |
| 22. November 2018                                                  | Sprint klassisch                                                   | Olga Zarjowa                                                       | Aida Bajasitowa                                                    | Olga Kutscheruk                                                    |
| 23. November 2018                                                  | 5 km Freistil                                                      | Anna Netschajewskaja                                               | Jekaterina Smirnowa                                                | Maija Jakunina                                                     |
| 25. November 2018                                                  | Sprint Freistil                                                    | Olga Zarjowa                                                       | Anna Grukhvina                                                     | Anastassija Wlassowa                                               |
| 26. November 2018                                                  | 10 km klassisch                                                    | Diana Golowan                                                      | Marija Guschtschina                                                | Polina Kalsina                                                     |

| 2. Eastern-Europe-Cup in Krasnogorsk, 22. bis 26. Dezember 2018 | 2. Eastern-Europe-Cup in Krasnogorsk, 22. bis 26. Dezember 2018 | 2. Eastern-Europe-Cup in Krasnogorsk, 22. bis 26. Dezember 2018 | 2. Eastern-Europe-Cup in Krasnogorsk, 22. bis 26. Dezember 2018 | 2. Eastern-Europe-Cup in Krasnogorsk, 22. bis 26. Dezember 2018 |
| --------------------------------------------------------------- | --------------------------------------------------------------- | --------------------------------------------------------------- | --------------------------------------------------------------- | --------------------------------------------------------------- |
| Datum                                                           | Disziplin                                                       | Erster Platz                                                    | Zweiter Platz                                                   | Dritter Platz                                                   |
| 22. Dezember 2018                                               | Sprint klassisch                                                | Natalja Matwejewa                                               | Tatjana Aljoschina                                              | Polina Nekrassowa                                               |
| 23. Dezember 2018                                               | 10 km Freistil                                                  | Tatjana Aljoschina                                              | Olga Hlopotina                                                  | Olga Zarjowa                                                    |
| 25. Dezember 2018                                               | Sprint Freistil                                                 | Natalja Matwejewa                                               | Olga Zarjowa                                                    | Evgenia Oschepkova                                              |
| 26. Dezember 2018                                               | 15 km klassisch                                                 | Alissa Schambalowa                                              | Olga Zarjowa                                                    | Jana Kirpitschenko                                              |

| 3. Eastern-Europe-Cup in Minsk-Raubitschy, 10. bis 13. Januar 2019 | 3. Eastern-Europe-Cup in Minsk-Raubitschy, 10. bis 13. Januar 2019 | 3. Eastern-Europe-Cup in Minsk-Raubitschy, 10. bis 13. Januar 2019 | 3. Eastern-Europe-Cup in Minsk-Raubitschy, 10. bis 13. Januar 2019 | 3. Eastern-Europe-Cup in Minsk-Raubitschy, 10. bis 13. Januar 2019 |
| ------------------------------------------------------------------ | ------------------------------------------------------------------ | ------------------------------------------------------------------ | ------------------------------------------------------------------ | ------------------------------------------------------------------ |
| Datum                                                              | Disziplin                                                          | Erster Platz                                                       | Zweiter Platz                                                      | Dritter Platz                                                      |
| 10. Januar 2019                                                    | Sprint klassisch                                                   | Nastassja Kirylawa                                                 | Olga Zarjowa                                                       | Anastasia Moskalenko                                               |
| 11. Januar 2019                                                    | 5 km klassisch                                                     | Alissa Schambalowa                                                 | Olga Zarjowa                                                       | Polina Seronossowa                                                 |
| 13. Januar 2019                                                    | 10 km Freistil                                                     | Alissa Schambalowa                                                 | Olga Zarjowa                                                       | Aljona Perewostschikowa                                            |

| 4. Eastern-Europe-Cup in Krasnogorsk , 8. und 10. Februar 2019 | 4. Eastern-Europe-Cup in Krasnogorsk , 8. und 10. Februar 2019 | 4. Eastern-Europe-Cup in Krasnogorsk , 8. und 10. Februar 2019 | 4. Eastern-Europe-Cup in Krasnogorsk , 8. und 10. Februar 2019 | 4. Eastern-Europe-Cup in Krasnogorsk , 8. und 10. Februar 2019 |
| -------------------------------------------------------------- | -------------------------------------------------------------- | -------------------------------------------------------------- | -------------------------------------------------------------- | -------------------------------------------------------------- |
| Datum                                                          | Disziplin                                                      | Erster Platz                                                   | Zweiter Platz                                                  | Dritter Platz                                                  |
| 8. Februar 2019                                                | 10 km klassisch                                                | Alissa Schambalowa                                             | Diana Golowan                                                  | Anastassija Wlassowa                                           |
| 10. Februar 2019                                               | Sprint Freistil                                                | Anastassija Wlassowa                                           | Maria Davydenkova                                              | Olga Zarjowa                                                   |

| 5. Eastern-Europe-Cup in Syktywkar, 23. bis 27. Februar 2019 | 5. Eastern-Europe-Cup in Syktywkar, 23. bis 27. Februar 2019 | 5. Eastern-Europe-Cup in Syktywkar, 23. bis 27. Februar 2019 | 5. Eastern-Europe-Cup in Syktywkar, 23. bis 27. Februar 2019 | 5. Eastern-Europe-Cup in Syktywkar, 23. bis 27. Februar 2019 |
| ------------------------------------------------------------ | ------------------------------------------------------------ | ------------------------------------------------------------ | ------------------------------------------------------------ | ------------------------------------------------------------ |
| Datum                                                        | Disziplin                                                    | Erster Platz                                                 | Zweiter Platz                                                | Dritter Platz                                                |
| 23. Februar 2019                                             | 10 km klassisch                                              | Jewgenija Schapowalowa                                       | Larissa Rjassina                                             | Lilija Wassiljewa                                            |
| 24. Februar 2019                                             | Sprint Freistil                                              | Aida Bajasitowa                                              | Christina Mazokina                                           | Evgenia Oschepkova                                           |
| 27. Februar 2019                                             | 15 km Skiathlon                                              | Svetlana Plotnikova                                          | Gabriella Kaluger                                            | Swetlana Kusnezowa                                           |

### Gesamtwertung Frauen
| Rang | Name                  | Punkte |
| ---- | --------------------- | ------ |
| 1.   | Olga Zarjowa          | 942    |
| 2.   | Alissa Schambalowa    | 549    |
| 3.   | Diana Golowan         | 472    |
| 4.   | Anastassija Wlassowa  | 422    |
| 5.   | Anastasia Moskalenko  | 344    |
| 6.   | Aida Bajasitowa       | 304    |
| 7.   | Christina Mazokina    | 234    |
| 8.   | Polina Kalsina        | 233    |
| 8.   | Marina Tschernoussowa | 233    |
| 10.  | Olga Kutscheruk       | 232    |

| Rang | Name                 | Punkte |
| ---- | -------------------- | ------ |
| 10.  | Polina Seronossowa   | 232    |
| 12.  | Swetlana Kusnezowa   | 223    |
| 13.  | Evgenia Rudometova   | 216    |
| 14.  | Maija Jakunina       | 214    |
| 15.  | Natalja Matwejewa    | 212    |
| 16.  | Jekaterina Smirnowa  | 199    |
| 17.  | Anna Medwedewa       | 194    |
| 18.  | Larissa Rjassina     | 193    |
| 18.  | Anastassija Wlassowa | 193    |
| 20.  | Olga Vokueva         | 191    |

| Rang | Name                    | Punkte |
| ---- | ----------------------- | ------ |
| 21.  | Tatjana Aljoschina      | 181    |
| 22.  | Nastassja Kirylawa      | 180    |
| 23.  | Jana Kirpitschenko      | 178    |
| 24.  | Swetlana Nikolajewa     | 171    |
| 25.  | Viktoria Kalinina       | 155    |
| 26.  | Svetlana Plotnikova     | 154    |
| 27.  | Aljona Perewostschikowa | 151    |
| 28.  | Kristina Kuskova        | 149    |
| 28.  | Marija Guschtschina     | 146    |
| 30.  | Olga Hlopotina          | 145    |